# 애이누어
애이누어(Äynu, Aini, Ajnu, 艾努語)는 중화인민공화국 신장위구르 자치구에서 사용되는, 튀르크어족에 속하는 언어이다. 문법적 특징 및 음운은 위구르어에 바탕을 두나, 어휘는 페르시아어에 바탕을 둔다. 이 때문에 일부 언어학자들은 애이누어를 혼종어 또는 혼합어로 본다.
이 언어를 사용하는 약 3~5만 명의 애이누족(애노인, 艾努人)은 중국 정부에 의해서는 위구르족으로 분류되는 미식별 민족의 하나이다. 주로 타클라마칸 사막 외곽에 거주하며 알레비파 이슬람을 믿는다. 학자들은 이들이 수백년 전 페르시아에서 온 유목민이거나 페르시아인들과 교역 또는 통혼으로 깊은 관계를 맺었을 것으로 추정한다.